# Breedband

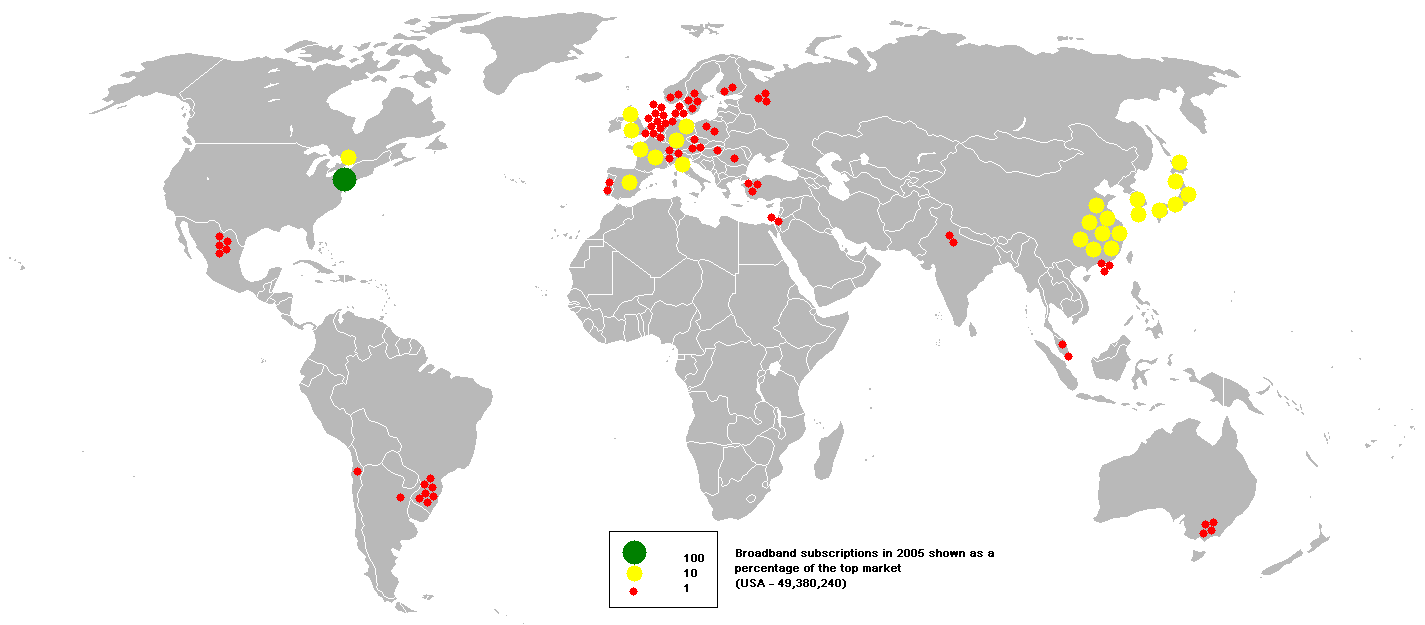
Aansluitingen breedband in 2005.

Breedband is een term die in combinatie met internet of netwerken wordt gebruikt. Breedband betekent dat de verbinding met het netwerk wordt gemaakt met een 'snelle' verbinding. De snelheid wordt meestal uitgedrukt in kilobits of megabits per seconde (kbit/s of Mbit/s ook wel afgekort tot kbps of Mbps), zodat het eigenlijk juister is om te spreken van een verbinding met een grote doorvoercapaciteit. Hierbij wordt onderscheid gemaakt tussen de ontvangstsnelheid (downloadsnelheid) of verzendsnelheid (uploadsnelheid) vanuit het gezichtspunt van de eindgebruiker van de breedband aansluiting. Verschillende definities van breedband worden gehanteerd. Volgens de OESO heeft een breedbandverbinding een minimale downloadsnelheid van 256 kbit/s.
Er zijn in Nederland en België vijf fysieke infrastructuren voor breedband:
- ADSL, ADSL2, VDSL of VDSL2 via getwist paar met in Nederland KPN en in België Proximus als eigenaar van vrijwel alle verbindingen.
- Kabel via coaxkabel met kabelbedrijven zoals Ziggo als eigenaar in Nederland en Telenet, Numericable en VOO in België.
- Glasvezel of Fiber to the Home met lokale initiatieven en als grootste marktpartij (in Nederland) KPN/Reggefiber.
- Satelliet via de satelliet-ontvanger. Een aanbieder in de Benelux is Astra2Connect.
- 4G via mobiele verbindingen.

## Ontwikkeling
In 2003 maakte nog slechts een derde van alle Nederlandse huishoudens verbinding met internet via breedband en ongeveer de helft gebruikte de klassieke modem. In 2004 nam het aantal huishoudens dat over een snelle internetverbinding beschikt fors toe. De helft van de huishoudens in dat jaar met internet heeft een breedbandverbinding via kabel of ADSL.
Kabelinternet is inmiddels iets populairder dan ADSL / VDSL vanwege de (veel) hogere snelheden bij vergelijkbare tarieven. In België levert enkel Telenet (voormalig UPC) internet via de kabel in Vlaanderen en in het Brussels Hoofdstedelijk Gewest. Naast Telenet levert VOO coaxiale verbindingen in de deelstaat Wallonië, alsook in bepaald delen van Brussel. Andere breedbandleveranciers als Proximus en Scarlet leveren ADSL, ADSL2+ en sinds kort VDSL2 (ter vervanging van VDSL).
De hoge penetratie van breedband in Nederland wordt toegeschreven aan de stevige concurrentie tussen kabelbedrijven en ADSL-aanbieders. Dit was mogelijk doordat in vrijwel geheel Nederland een dubbele infrastructuur met zowel coaxkabel als twisted pair aanwezig is, wat vrijwel uniek is in de wereld en te danken is aan de zachte en vlakke bodem waarin graven relatief goedkoop is. Er zijn de afgelopen jaren diverse lokale initiatieven ontstaan, om glasvezel aan te leggen naast de reeds aanwezige infrastructuur.
Daarbij werd, met uitzondering van een investering door de Gemeente Amsterdam in Citynet, vooral verbaal steun verleend door gemeenten (o.a. Almere, Nuenen, Eindhoven, Deventer en Enschede). De beperking tot verbale steun sproot voort uit een wettelijk verbod sinds 2007 op gemeentelijke investeringen na een Amendement van de Kamerleden Aptroot (VVD) en Hessels (CDA), dat te laat werd aangenomen om de Amsterdamse investering te blokkeren. Dit verbod op het bezit van communicatie-netwerken c.q. mee-investeren in de aanleg is in de Crisis- en Herstelwet ingevoerd in 2010 weer ongedaan gemaakt.
Over glasvezelverbindingen konden tot 2019 technisch de hoogste snelheden behaald worden. In Almere en Enschede wordt op glasvezel de hoogste commercieel verkrijgbare snelheid voor consumenten aangeboden (1000 Mbps up&down). Sinds eind 2019 wordt door VodafoneZiggo ook over coaxkabel internet met een (download)snelheid van 1000Mbps aangeboden. Er wordt nog steeds geïnvesteerd in techniek om zowel kabelverbindingen als ADSL/VDSL steeds sneller te maken, dit om de bestaande infrastructuur zo efficiënt mogelijk te benutten. Een voorwaarde bij DSL is wel dat het glasvezel van de backbone van deze infrastructuur steeds dichter bij de woning komt te liggen en de laatste meters koperdraad dus steeds korter worden. Op langere termijn geldt hetzelfde voor kabelbedrijven, die met hun HFC-netwerken momenteel nog ruimschoots voldoende capaciteit kunnen bieden door de implementatie van EuroDOCSIS 3.1 (momenteel technisch max. 4000Mbps, commercieel aangeboden wordt maximaal 1000 Mb/s downstream).
Uiteindelijk zullen in de toekomst (bijna) alle woningen in Nederland en België alleen de laatste 100 meter nog over coax of koper communiceren; de rest zal glasvezel zijn. Hdtv-streams, een toename in het p2p-verkeer en uhd-tv zijn mogelijke drivers voor glasvezel.

## Diensten
Sinds enkele jaren worden er drie hoofddiensten via breedband geleverd:
- Internet
- Telefonie via Voice over IP, ook bekend als VoIP
- Televisie en radio

Vrijwel alle eigenaren van de infrastructuur bieden zelf (hoofd)diensten aan. Wanneer dit gecombineerd geleverd wordt, wordt dit Triple play of Quad play genoemd. De kabelbedrijven zijn voorlopig niet verplicht andere ISP's op hun netwerken toe te laten. KPN is (via de Telecomwet) verplicht ook anderen op zijn infrastructuur toe te laten, al heeft KPN via zijn eigen internetproviders wel een meerderheidsaandeel qua diensten op het eigen netwerk. Op glasvezelnetwerken zijn in een aantal gevallen meerdere ISP's actief.